# Styx (groupe)
Pour les articles homonymes, voir Styx (homonymie).
Styx est un groupe rock américain originaire de Chicago dans l'Illinois. Il atteint le sommet de sa popularité dans les années 1970 et au début des années 1980. Il est le premier groupe à obtenir des certifications platine aux États-Unis pour quatre albums consécutifs.

## Biographie

### Origines
Le groupe se forme à Chicago, dans l'Illinois, au milieu des années 1960 sous le nom The Tradewinds, avec le chanteur et claviériste Dennis DeYoung, le guitariste Tom Nardini et une section rythmique comprenant les frères jumeaux Chuck (bassiste) et John Panozzo (batteur). Modifiant son nom brièvement pour TW4, le groupe recrute les deux guitaristes James Young et John Curulewski en remplacement de Nardini, et ils signent en 1972 sur le label Wooden Nickel Records, sous le nom de Styx,,,,.

### Années 1970
Les quatre premiers albums du groupe sur le label Wooden Nickel, Styx (1972), Styx II (1973), The Serpent Is Rising (1974) et Man of Miracles (aussi 1974) sont une combinaison de rock qu'on qualifierait de « classique » dans les années 2020, d'éléments de rock progressif avec les ambitions de l'art rock. Ces quatre premiers albums sont réédités en un seul album double sous le titre The Complete Wooden Nickel Recordings en 2005.
En s'appuyant sur ces albums et par une présence constante dans les écoles et les clubs, le groupe réussit à s'établir une base de fans locale dans la région de Chicago mais est incapable de percer au niveau national avant 1975.  À ce moment, la ballade Lady (de l'album Styx II) commence à être diffusée à la radio locale, puis à travers les États-Unis. Au printemps de 1975, près de deux ans après la sortie de l'album dont elle est issue, Lady atteint le top 10, et Styx II est certifié disque d'or peu de temps après. Au Québec, la chanson Suite Madame Blue, composée pour le bicentenaire de l'indépendance des États-Unis (1776-1976), déclenche le début de leur apogée.
Sur l'élan de ce succès tardif, Styx signe avec A&M Records et lance l'album Equinox en (1975), qui se vend bien et comporte un succès mineur en Lorelei. À la suite de la transition chez A&M, Curulewski quitte le groupe, et est remplacé par le guitariste et chanteur Tommy Shaw.  Le premier album réalisé avec Shaw, Crystal Ball, en (1976), est un succès modeste, puis le suivant, The Grand Illusion en (1977) devient la plus grande réussite commerciale du groupe en étant certifié disque de platine et générant un succès du top 10, soit Come Sail Away.
Styx atteint son sommet de popularité à la fin des années 1970 : l'album Pieces of Eight de (1978), dans lequel le groupe choisit une orientation davantage pop rock et sur lequel figure les succès Renegade et Blue Collar Man, ainsi que l'album Cornerstone de (1979) qui génère le premier succès no 1 du groupe, la ballade Babe de DeYoung, en plus de leur plus grand succès international, Boat on the River.

### Années 1980
En 1980, Styx lance Paradise Theater, qui se rapproche du format d'album-concept, qui devient son plus grand succès, atteignant le numéro un du palmarès Billboard et contenant cinq succès du top 40, incluant les top 10 The Best of Times et Too Much Time on My Hands. À la 22e édition des Grammy Awards, Styx est nommé dans la catégorie « meilleure performance vocale d'un groupe ou duo » et Gary Loizzo et Rob Kingsland sont aussi nommé pour un Grammy.
Pendant cette période faste, des tensions internes commencent à apparaître, particulièrement entre DeYoung et Shaw. S'appuyant sur le succès de Babe, le membre-fondateur DeYoung veut emprunter une direction plus théâtrale et pop, alors que Shaw favorise une approche plus « hard », plus rock. Le groupe suit les desiderata de DeYoung pour le projet suivant, Kilroy Was Here : un autre album-concept, cette fois poussé plus loin que Paradise Theater, dont le propos est situé dans un futur proche où même la musique est devenue illégale.  Des critiques déclarent que le concept derrière l'album est plutôt brumeux ; des membres du groupe avouent qu'il leur échappait quelque peu. Kilroy et la tournée ambitieuse et théâtrale qui suit est un succès populaire mais un désastre critique et les tensions dans le groupe l'amènent près du point de rupture. Kilroy compte quelques succès, incluant Mr. Roboto, basés sur les synthétiseurs, et une ballade de Dennis DeYoung, Don't Let It End.
À la mi-1984, la version de Styx qui a connu le plus de succès s'est séparée et ses membres ont choisi des carrières qui s'avèrent des réussites modérées. DeYoung lance plusieurs albums solos qui se vendent bien, centrés sur des ballades pop et des mélodies soft rock, tandis que le succès solo de James Young est plus limité. Shaw forme le groupe Damn Yankees en 1989 avec Ted Nugent, Jack Blades et Michael Cartellone.

### Années 1990
En 1990, alors que Shaw obtient de bons résultats avec Damn Yankees, les autres éléments de Styx se reforment avec Glen Burtnik pour le remplacer. La nouvelle formation sort un album, Edge of the Century, comprenant la ballade de DeYoung Show Me the Way, qui attire l'attention médiatique juste avant la guerre du Golfe Persique. Certaines stations de radio modifient ce succès top 5 en y ajoutant les voix d'enfants dont les parents sont déployés en Arabie saoudite entre 1990 et 1991. L'écriture de Burtnik permet également à Edge of the Century d'atteindre la certification or, en participant aux succès Love at First Sight et Love is the Ritual. Styx reçoit des critiques mitigées pour la tournée américaine qui suit, avant une autre séparation lorsque A&M Records ne renouvele pas son entente avec le groupe. En 1994, DeYoung enregistre 10 on Broadway, montrant un talent inattendu pour le répertoire des comédies musicales.
Le groupe se réunit une nouvelle fois, avec Tommy Shaw, en 1995 pour réenregistrer Lady pour Styx Greatest Hits (1995) et une tournée en 1996, mais John Panozzo est incapable d'y participer due à une santé chancelante causée par des problèmes d'alcool qui finissent par causer sa mort le 16 juillet 1996. Avec Todd Sucherman remplaçant Panozzo, la tournée Grand Illusion de Styx en 1997 est aussi un succès qui permet au groupe de sortir son premier album depuis presque une décennie, Brave New World (1999). De nouveau, cependant, des conflits de personnalités séparent les membres du groupe. Alors que le nouveau matériel de Tommy Shaw et James Young suit une veine hard rock, le penchant de Dennis DeYoung pour le style de Broadway met en colère ses collègues. De plus, DeYoung est handicapé par une infection virale qui le rend très sensible à la lumière.
En 1999, avant qu'il n'ait la chance de reprendre sa place dans le groupe, DeYoung se voit remplacé par Lawrence Gowan sur l'insistance de la compagnie de disques pour que le groupe reprenne la route le plus vite possible. Chuck Panozzo quitte Styx plus tard, atteint du sida. Glen Burtnik fait un retour pour reprendre le poste de Chuck à la basse.

### Années 2000

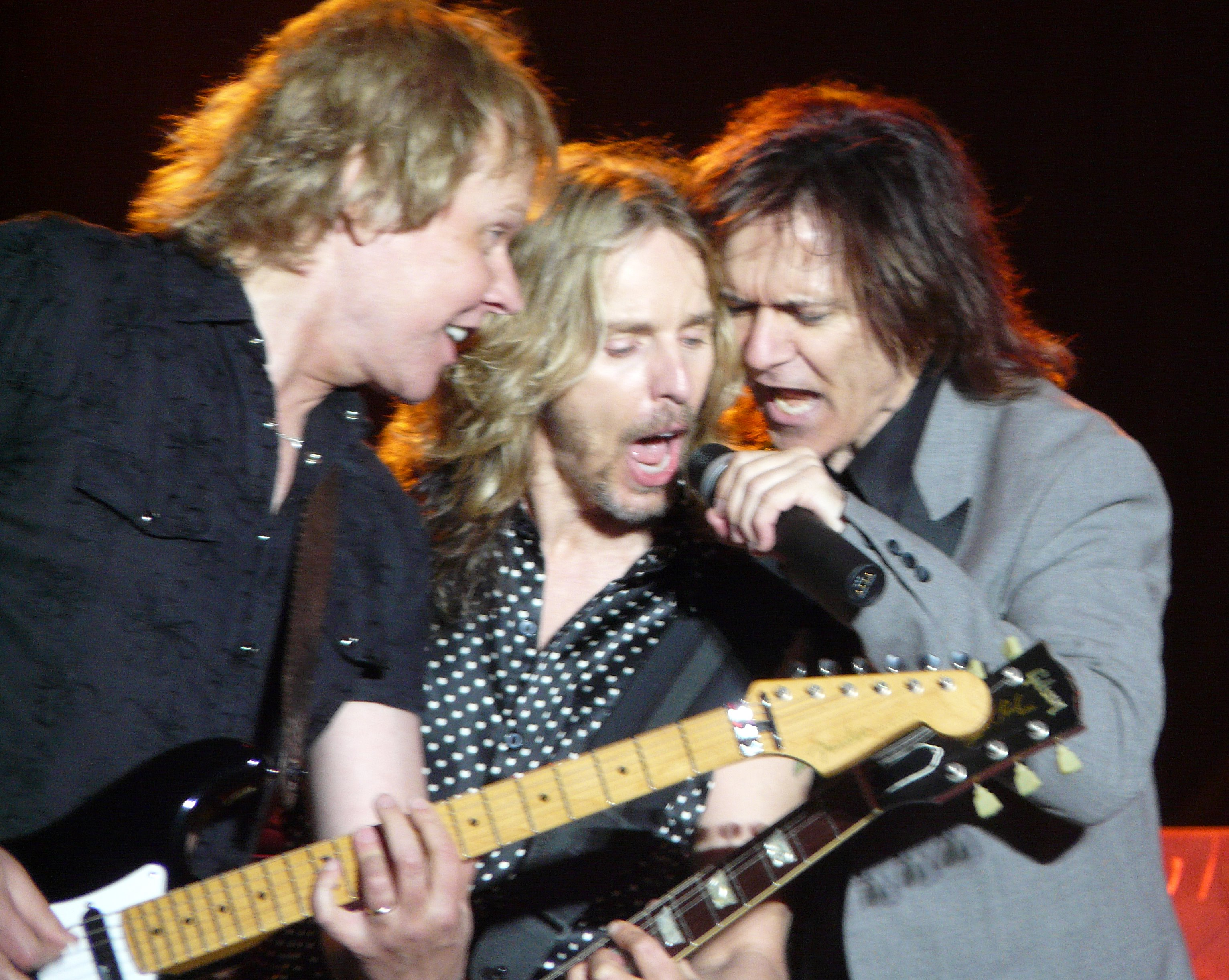
Styx, le 13 juin 2008.

Le début des années 2000 est pour une majeure partie passé en tournées. En 2004, Burtnik quitte Styx pour passer plus de temps à la maison, et est remplacé par Ricky Philips, anciennement des groupes The Babys et Bad English. Chuck Panozzo continue de participer au groupe occasionnellement. Pendant ce temps, DeYoung continue sa carrière solo en effectuant des réarrangements de ses succès obtenus avec Styx et en les interprétant accompagné par un orchestre symphonique, et poursuit en justice ses ex-collègues en affirmant qu'ils utilisent le nom du groupe sans son consentement. Un accord est atteint lorsqu'il est accepté que DeYoung peut se décrire comme « interprétant la musique de Styx » ou « anciennement de Styx » mais pas « la voix de Styx ».  Une nouvelle version de Styx comprenant Shaw, Gowan et le seul membre de la formation original toujours actif, James Young, lancent l'album Cyclorama en février 2003.
En 2005, DeYoung lance un CD de réenregistrements des succès de Styx en solo avec un orchestre symphonique, alors que les membres restants de Styx enregistrent un nouvel album comprenant des reprises de chansons d'autres groupes, Big Bang Theory. Celui-ci inclut donc des chansons des Beatles, The Who, Blind Faith, Jethro Tull et CSN&Y, entre autres. En juin de la même année, Styx entreprend une tournée européenne, une première en 24 ans.
Le 16 avril 2007, Def Leppard annonce une tournée de 50 dates avec Styx et Foreigner.
En 2009, Styx part en tournée avec REO Speedwagon et .38 Special. Styx et REO Speedwagon s'associent pour enregistrer le single Can't Stop Rockin sorti le 23 avril 2009.

### Années 2010
Le 21 février 2010, le groupe joue au Sprint Cup Auto Club 500 de Fontana, en Californie.
Pendant sa tournée nord-américaine de mai 2010, Styx joue avec les groupes Foreigner et Kansas.
En juillet 2010, Styx annonce la sortie de Regeneration: Volume 1, un nouvel EP de six titres réenregistrés et une nouvelle chanson, Difference in the World. Les membres sortent en parallèle aux tournées The Grand Illusion / Pieces of Eight Tour auxquelles ils jouent les deux albums dans leur intégralité. En novembre 2010, Styx annonce qu'ils filmeront leur concert à Memphis le 9 novembre pour un DVD. Les membres annoncent une tournée britannique avec Journey et Foreigner pour cinq dates en juin 2011. Leur concert à succès est enregistré à l'historique Orpheum Theater, où ils jouent The Grand Illusion et Pieces of Eight. Le 26 janvier 2013, la chaine Palladia diffuse leur concert de novembre 2010. En février 2014, le batteur Kenny Aronoff est recruté pour quelques dates en remplacement de Todd Sucherman. À l'été 2014, le groupe revient pour la tournée Soundtrack of Summer, avec Foreigner et Don Felder (ex-Eagles).
En 2016, Styx annonce une série de performances au Venetian de Las Vegas au début de 2017 avec le guitariste Don Felder. Le 21 avril 2017, Styx annonce un album studio, The Mission, en même temps que la sortie d'un single, Gone Gone Gone. L'album est publié le 16 juin 2017, et est un album-concept traitant d'une mission sur Mars,.

### Années 2020
Après une absence de plus de 4 ans, un album studio, Crash of the Crown, sort le 18 juin 2021 sur le label du groupe Alpha Dog 2T/UMe. Cette parution est suivie d'une tournée mettant en vedette Styx et Collective Soul. 

## Médias
Le groupe est cité dans la série télévisée américaine That '70s Show lors de l'épisode 9 de la 7e saison. Il y est présenté comme un groupe ringard aux yeux de tous les jeunes jusqu'au moment où l'on voit les personnes du groupe principal en train de voler les vinyles de Styx. Le nom du groupe est également cité par Carrie Bradshaw, l'héroïne de Sex and the City, dans l'épisode La relève (Hot Child in the City).
Dans la série Chuck, le titre Mr Roboto du groupe est repris dans l'épisode 22 de la saison 2. Le groupe Jeffster, composé de Jeff et Lester, interprète Mr Roboto lors de la cérémonie du mariage de la sœur de Chuck. Dans la série Supernatural, le titre Man in the Wilderness est repris dans l'épisode 1 de la saison 8, quand Dean sort du purgatoire. On peut également entendre Renegade à la fin de l'épisode 12 de la saison 2.
Également dans la série Les Simpson, le groupe est cité dans l'épisode 10 de la première saison, L'Odyssée d'Homer. On peut aussi entendre le titre Lady dans l'épisode 14 de la treizième saison, To Bart or not to Bart (parodiant entre autres l'Odyssée d'Homère) lorsque Homer traverse la rivière Styx. Dans la série South Park, lors du deuxième épisode de la saison 2, La mère de Cartman est toujours une folle du cul, Eric Cartman a un toc, le besoin de compléter la chanson Come Sail Away, si quelqu'un chante les toutes premières paroles.
Dans les bonus du DVD Shrek 2, Pinocchio interprète un extrait de Mr Roboto pour devenir la Nouvelle Star de Fort Fort Lointain (Far Far Away Idol). Voter pour lui a pour effet que Simon Cowell se déclare lui-même gagnant avec la chanson My Way de Paul Anka.

## Formation du groupe

### Formation actuelle
- Lawrence Gowan – chant, claviers (1999–present)
- James Young – guitares, claviers, chant, chœurs  (1972–1984, 1990–1991, 1995–présent)
- Tommy Shaw – guitares, mandoline, chant, chœurs, (1975–1984, 1995–présent)
- Chuck Panozzo – basse, chœurs (1972–1984, 1990–1991, 1995–1999, partiel 1999–présent)
- Ricky Phillips – basse, chœurs (2003–présent)
- Todd Sucherman – batterie, percussions (1997–présent)

### Anciens musiciens
- Dennis DeYoung – chant, piano, orgue, synthétiseurs, mellootron (1972–1984, 1990–1991, 1995–1999)
- John Panozzo – batterie, percussions (1972–1984, 1990–1991; décédé en 1996)
- John "J.C." Curulewski – guitare, claviers, chant, chœurs (1972–1975; décédé en 1988)
- Mike Brady - batterie, percussions (1995-1997);
- Glen Burtnik – guitare, chant, chœurs (1990–1991, 1999-2003, partiellement 1999-2003); basse (1999–2003)

## Discographie

### Albums studio
- 1972 : Styx
- 1973 : Styx II
- 1974 : The Serpent Is Rising
- 1974 : Man of Miracles
- 1975 : Equinox
- 1976 : Crystal Ball
- 1977 : The Grand Illusion
- 1978 : Pieces of Eight
- 1979 : Cornerstone
- 1981 : Paradise Theater
- 1983 : Kilroy Was Here
- 1990 : Edge of the Century
- 1999 : Brave New World
- 2003 : Cyclorama
- 2005 : Big Bang Theory (Album de reprises de titres classiques du rock)
- 2010 : Regeneration Volume 1
- 2011 : Regeneration Volume 2
- 2011 : Regeneration Volumes 1 & 2 (Album Double réunissant les deux volumes)
- 2017 : The Mission
- 2021 : Crash Of The Crown

### Albums live
- 1984 : Caught in the Act
- 1997 : Return to Paradise
- 2000 : Arch Allies: Live at Riverport
- 2001 : Styx World: Live 2001
- 2002 : At the River's Edge: Live in St. Louis
- 2003 : 21st Century Live
- 2006 : One with Everything: Styx and the Contemporary Youth Orchestra
- 2012 : The Grand Illusion/Pieces of Eight Live
- 2015 : Live at the Orleans Arena Las Vegas

### Compilations
- 1977 : Best of Styx
- 1977 : Styx Radio Special (Album Double - Promotion pour la radio exclusivement)
- 1978 : Styx Radio Special (Album Triple - Promotion Idem)
- 1980 : A Collection of Styx (Album Triple - Promotion réunissant Crystal Ball, The Grand Illusion et Pieces of Eight)
- 1980 : Rock Galaxy - Styx' (Album Double distribué en Allemagne seulement)
- 1980 : Lady
- 1980 : Radio Sampler and Interview Album (Album Double - Promotion pour la radio exclusivement)
- 1986 : A&M Gold Series
- 1987 : Styx Classics Volume 15
- 1991 : Styx Radio-Made Hits 1975-1991 - Special Radio Sampler
- 1992 : Greatest Hits
- 1995 : Styx Greatest Hits
- 1996 : Styx Greatest Hits Part 2
- 1997 : The Best of Times: The Best of Styx
- 1999 : The Serpent Is Rising / Man of Miracles
- 1999 : Best of Styx 1973-1974
- 2000 : Extended Versions - The Encore Collection
- 2000 : Singles Collection
- 2001 : Styx Yesterday and Today
- 2002 : The Best of Styx - The Millennium Collection
- 2002 : 20th Century Masters
- 2003 : Rockers
- 2004 : Come Sail Away - The Styx Anthology
- 2005 : The Complete Wooden Nickel Recordings
- 2006 : Gold (Album Double)
- 2010 : Icon
- 2010 : Icon 2
- 2011 : Babe The Collection
- 2013 : 5 Classic Albums (Boîtier réunissant The Grand Illusion, Pieces of Eight, Paradise Theatre, Kilroy Was Here et The Best of Styx - 20th Century Masters The Millennium Collection)
- 2015 : The A&M Years 1975-1984 (Coffret en édition limitée 9 vinyles paru chez A&M)
- 2015 : Five Classic Albums (Boîtier distribué en Europe et en Angleterre réunissant The Grand Illusion, Pieces of Eight, Paradise Theatre, Kilroy Was Here et Cornerstone)

### DVD
- 1999 : Return to Paradise
- 2004 : The Best of Styx - 20th Century Masters The DVD Collection
- 2006 : Styx and the Contemporary Orchestra of Cleveland - One With Everything
- 2011 : The Grand Illusion • Pieces of Eight Live